# Adrien Pinard
Adrien Pinard est un psychologue et professeur canadien né le 14 février 1916 et décédé le 3 septembre 1998.
Il fut nommé professeur émérite de l'Université de Montréal et de l'UQAM. Il fut le principal fondateur de l'ancienne Corporation professionnelle des psychologues du Québec et président de la Société canadienne de psychologie. 

## Hommages et distinctions
Le pavillon SU de l'UQAM au 100 Sherbrooke Ouest est nommé en son honneur, ce département abrite le Département de psychologie depuis mai 2014.
- 1970 : Bourse Killam
- 1983 : Prix Marcel-Vincent
- 1986 : Prix Léon-Gérin
- 1986 : Membre de la Société royale du Canada